# ロバート・グロウ
ロバート・ウォーカー・グロウ（Robert Walker Grow、1895年2月14日 - 1985年11月3日）は、アメリカ合衆国の軍人。第二次世界大戦中、アメリカ陸軍第6機甲師団長などを務めた。冷戦中、機密漏洩の罪により軍法会議で裁かれた。最終階級は少将。

## 経歴
アイオワ州シブリーにて、母ネリー（Nellie、旧姓はWalker）と父ジョン・トーマス・グロウ(John Thomas Grow)の元に生を受ける。しかし彼が2歳の頃に母が死去し、父がカナダへ出稼ぎに出るようになると、以後は父方の祖父母の元で暮らした。
ミネソタ大学在学中の1914年2月24日、ミネソタ州兵入隊。1915年、ミネソタ州兵にて少尉に任官。1916年、ミネソタ大学を卒業。同年6月、所属を州兵から連邦軍へ移し、その後は米墨国境の警備任務に従事したほか、第一次世界大戦にも従軍した。
連邦軍将校としての兵科は騎兵だった。1917年8月5日から国民軍大尉として非戦闘任務に従事し、10月12日から所属を常備軍に移した。
1917年11月5日、テネシー州ハミルトンにてメアリー・ルエラ・マーシャルと結婚する。彼らは2人の息子、ロバート・マーシャルとウォーカー・トーマスを儲けた。後に息子らは2人とも陸軍士官学校に入校した。もう1人子供がいたが、テキサス州ブラウンズにて生まれて1日で死んでしまった。
1923年から1924年までカンザス州フォート・ライリーの騎兵学校で士官課程に出席し、また1924年から1925年までは上級馬術課程に出席した。1928年から1929年まで、フォート・レブンワースの陸軍指揮幕僚大学に出席。1935年から1936年まで、陸軍戦争大学に出席。
1930年代のロバート・グロウは、ダグラス・マッカーサーらと同様、陸軍における自動車化・機械化の推進を主張する騎兵将校の1人だった。

### 第二次世界大戦

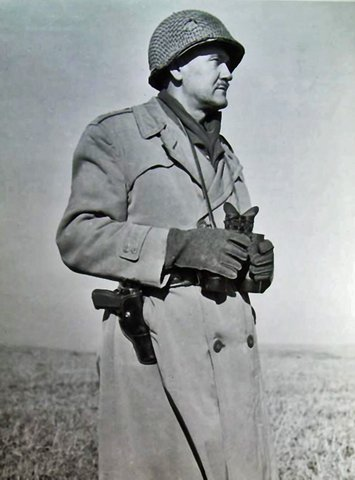
戦場に立つロバート・グロウ

第二次世界大戦勃発後、アメリカが参戦するまでは第2機甲師団にて師団長ジョージ・パットン少将の幕僚を務めていた。派手好きで芝居がかった方法を好むパットンと几帳面でビジネスライクに仕事を進めるグロウの性格は正反対だったが、「機甲戦力による積極的な攻撃が勝利に繋がる」という信念の面では一致していた。パットンはグロウを指して、「戦争が生み出した、最高の機甲部隊指揮官の1人」（one of the best armored-force commanders the war produced）と評していたという。
彼はいくつかの機甲部隊で指揮官や参謀職を務めたが、西部戦線における第6機甲師団長としての戦功が最もよく知られている。
第6機甲師団は、1942年2月15日にケンタッキー州フォート・ノックスにて活性化された。基幹要員たる将校らは第2機甲師団から抽出された。1943年5月、グロウはキャンプ・クックにて第6機甲師団長に任命された。1944年1月、訓練を終えた第6機甲師団はヨーロッパ派遣に備えてイングランドへと送られた。そして6月6日にノルマンディー上陸作戦が発動された後、第6機甲師団は後続部隊としてフランスに上陸し、ノルマンディー戦線にて最前線での支援任務に当たった。コタンタン半島での攻勢を経て、7月24日にノルマンディー地方ル・メニルに到達する。師団の一部はブレストの戦いにも参加した。
8月1日、第6機甲師団はその他の複数の師団と共にパットン率いる第3軍の指揮下に入っている。
レセを出発する際、グロウは隷下将兵に対し、「たとえ前線から突出し完全に包囲されようとも構わない。我々にはドイツ軍が仕掛けうるいかなる攻撃も打ち破るだけの火力と機動力がある」（I don't care if we do get so far out in front we are completely surrounded. We've enough fire-power and mobility to punch out of anything the Krauts have to offer.）という訓示を行った。この信念のもと、第6機甲師団はコタンタン半島からブルターニュ半島を瞬く間に縦断した。8月中の1日あたりの平均進撃距離はおよそ25マイルにも及び、8月3日に限っては48マイルもの進撃を成し遂げた。また、この期間に第6機甲師団は1,000両以上のドイツ軍車両および火砲を無力化、4,000人ほどのドイツ兵を殺害し、4,556人の捕虜を確保した。捕虜の中にはドイツ陸軍第266歩兵師団長カール・スプランク中将（Karl Sprang）も含まれていた。グロウはこの快進撃を誇り、作戦会議の折に戦術地図を指して「この地図は小さすぎる。今日中に走りきれないようなもっと大きな地図を」（These maps are too small. Give me a map large enough so that I won't run off it today.）と語っていたという。まもなくして第6機甲師団は地図の横断を達成し、より大きい地図の調達も実際に行われた。その後も第6機甲師団はバルジの戦いやドイツ本土での作戦などに参加した。

### 戦後
1945年、終戦に伴い第6機甲師団が不活性化されるとグロウは第3機甲師団長に就任し、以後はアメリカ本土および西ヨーロッパにて部隊長や基地司令として勤務した。しかし冷戦只中、彼の名は不名誉な形で再び注目されることになる。彼は機密情報を漏洩したとして、軍法会議への出席を命ぜられたのである。
1950年よりモスクワの在ソ連邦アメリカ大使館の上級駐在武官として勤務していたグロウは、1952年にドイツ連邦共和国（西ドイツ）フランクフルトでの会議に出席した。彼はドイツ側が管理するアメリカ軍人向けの宿舎に滞在しており、ここにドイツ民主共和国（東ドイツ）の諜報員が侵入し、内容に機密を含む彼の日記の一部を盗み出した。この事件はソ連邦に亡命した元英陸軍将校リチャード・スクワイアーズ（Richard Squires）の著書『On the War Path』の中で暴露された。スクワイアーズは著書の中でグロウの日記のコピーを掲載し、アメリカがソ連邦との戦争を計画している証拠の1つであると主張した。米陸軍上層部ではすぐに日記の出処を調べ、グロウによって書かれたものであると判明すると彼に退職と軍法会議の二択を迫った。こうして始まったグロウの軍法会議では、個人的な日記における機密の扱いが焦点となった。弁護側は多くの著名な将軍達もグロウと同様に個人的な日記に機密に関する情報を記していた事を指摘している。グロウも日記が軍事文書ではなく個人的な手紙と同様に扱われるべきだと主張したが、彼自身の「ドイツに居る頃、私のセキュリティはずさんだった」（"in Germany when my security was lax,"）という発言により有罪が確定した。軍法会議では職務怠慢と2件の情報漏洩について有罪の判決を下し、懲戒（reprimand）および6ヶ月の指揮官停職（suspension from command）を命じた。以後、退職までフォート・マクネアの軍事史センターに勤務した。1953年に退職した後、バージニア州フォールズ・チャーチにて商工会議所の役員に就任した。
1953年、彼の家で火事が起こる。当時、陸軍士官学校生徒だった息子ウォルター・トーマス・"トミー"・グロウ（Walter Thomas "Tommy" Grow）が夏季休暇で泊まりに来ており、火の手は彼の寝室から上がったという。1953年8月12日、ウォルターは煙を吸い過ぎたために死亡した。
1985年11月3日、死去。遺体はアーリントン国立墓地に葬られた。
フランス戦線で彼の副官を務めたジョン・ジェームズ・フリントは、後にジョージア州選出の下院議員となった。

## 人物
ヨーロッパ派遣前の1943年10月からグロウが師団を離れる1945年5月まで副官を務めたサイラス・R・ショッキー（Cyrus R. Shockey）によれば、グロウはパットンとよく似たスタイルで師団の指揮を執っていたという。すなわち、戦闘中には本部に留まることを好まず、必ず前線を訪れ、戦況の把握に努めたのである。また、グロウは各部隊指揮官と直接に連絡を取り合っており、指揮官らは正式な作戦命令の下達を待たずに行動の計画および準備を行う時間を最大限確保することができた。
グロウは機甲部隊を歩兵将校の指揮下に収めることを好まなかった。それまでの経験から、歩兵将校は機甲部隊の量、火力、機動力を十分活用せず、戦力の逐次投入を図ることがあまりにも多いと考えていたためである。グロウの見解において、歩兵指揮官らは部隊側面の露出を過度に恐れ、保守的な作戦を立案しがちであるとされた。
グロウは几帳面に日記を付けていたほか、妻への手紙も欠かさなかった。彼の日記は後に師団史を編纂する際に重宝されたものの、その習慣は軍歴の大きな傷となった機密情報漏洩の原因ともなった。